# Haszehemui
Haszehemui az ókori egyiptomi II. dinasztia ötödik, utolsó fáraója volt. Hórusz-nevének jelentése Felkel a Két Hatalom. Egyes tudósok véleménye szerint számos jelentős katonai akciót vezetett északra, de viszonylag keveset tudunk uralkodásáról. Manethón Khenerész nevű uralkodójával azonosítható, a torinói királylista szerint 27 évig, 2 hónapig és 1 napig uralkodott. Ezek után Piccione i. e. 2732 és 2705 közé, Krauss i. e. 2740 tájára, Von Beckerath i. e. 2709–2682, Malek i. e. 2674–2647, Redford i. e. 2714–2687, Dodson i. e. 2690–2663 közé teszi uralkodását. Toby Wilkinson kutatásai szerint 17-18 évig uralkodhatott, Manethón szerint 30-ig. Amennyiben minden adat megfelelő lenne és Haszehem azonos Haszehemuival, úgy 79 évesen halt meg.

## Uralkodása
Az általános nézet szerint Széth-Peribszen utódja volt, de egyes egyiptológusok szerint létezhetett előtte egy Haszehem nevű fáraó, mások szerint ez a két személy (Haszehem és Haszehemui) egy és ugyanaz. Ez utóbbit preferálja a többség. Haszehem egy polgárháborút követően (melyben Hórusz és Széth követői csaptak össze) újraegyesítette Felső- és Alsó-Egyiptomot, ekkor vehette fel a Haszehemui nevet. Megint mások azt mondják, hogy núbiai útjáról visszatérve (ahol egy felkelést vert le) döntötte meg Széth-Peribszen hatalmát.
Ő volt az egyetlen fáraó az egyiptomi történelemben, aki viselte szerehjén Hórusz és Széth szimbólumait is. Valószínűleg egyesíteni akarta a két istenség személyét, de halála után Széth végleg kikerült a királyi titulatúrából.
Több építkezésbe kezdett bele Neheb (görög Eileithüaszpolisz, ma el-Kab), és Nehen (görög Hierakónpolisz, ma Kom el-Ahmar) és Abüdosz területén. Utóbbi helyszínen egy hatalmas sír épült számára (az 5. sír az abüdoszi nekropoliszban), mely trapéz alaprajzú, 70 méter hosszú, szélessége északon 17, délen 10 méter, 58 szoba található benne. A legrégibb kőművesmunkák egyike, bányászott mészkőből készült. Itt találták meg az ásatók a király aranyból és barna kalcedonból készült szepterét (jogarát), számos kőedényt, továbbá kovakőből készült eszközök, rézeszközök, mázzal bevont tárgyak, karneolgyöngyök, kosarak és pecsétek is előkerültek.
Az északi hadakkal való küzdelmét szemléletesen mutatja egy kőedény felirata, amely szerint Neheb városában vívták a harcot. Neheb mélyen délen fekszik, jóval túl Thini városán, a királyi székhelyen, és pontosan szembe a dinasztia származási helyével, Nehennel. Az északi seregek itt – Haszehemui feliratai szerint – katasztrofális vereséget szenvedtek, de maga a tény, hogy ennyire északra eljutottak, beszédes. Ugyanakkor a 47 ezer északi áldozatról szóló híradás is figyelemre méltó, hiszen ez az a kor, amikor Narám-Szín ötezer fős hadserege elegendő volt egy világbirodalom létrehozásához.
Felesége Nimaathapi, északi nemes hölgy volt. Egy edényfedél felirata szerint, amely A király anyjaként említi, valószínűleg Dzsószer anyja. A későbbi korok a III. dinasztia ősanyját tisztelték benne.
Nehemben és Abüdoszban épített egy-egy erődöt (az abüdoszit ma Shunet el-Zebib néven ismerjük). Az abüdoszi nekropoliszban temették el a ma Umm el-Qa'ab nevű temetőben (Cserepek anyja). Ez az első sír, amely mellett bárkagödröt találtak, mindjárt 12 darabot.

## Lásd még

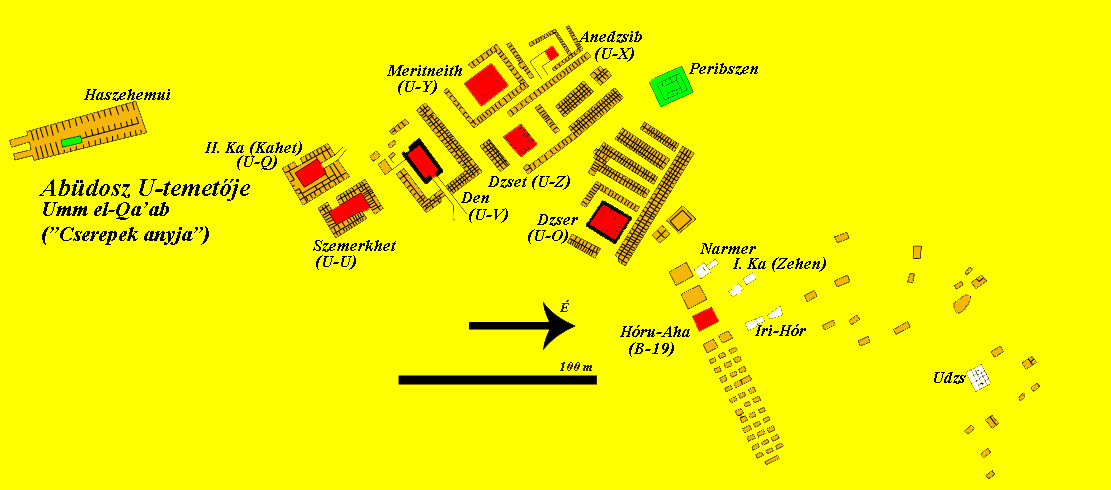
Az abüdoszi temető (Umm el-Kaáb) Haszehemui sírjával

- Piramiskörzet
- Fáraók listája

## Külső hivatkozások
- Bizonyítékok Haszehemui létezésére (angol)
- Haszehemui a Touregypten (angol)

| Előző uralkodó: Peribszen? Szekhemib-Perenmaat? Haszehem? | Egyiptom uralkodója i. e. 28. század II. dinasztia | Következő uralkodó: Szanaht? Dzsószer? |